# Żukowice (województwo dolnośląskie)
Żukowice (niem. Herrndorf) – wieś w Polsce położona w województwie dolnośląskim, w powiecie głogowskim, w gminie Żukowice.

## Podział administracyjny
W latach 1954–1972 wieś należała i była siedzibą gromady Żukowice. W latach 1975–1998 miejscowość należała administracyjnie do województwa legnickiego. Miejscowość jest siedzibą gminy Żukowice.
1 stycznia 1990 wielki obszar wsi o powierzchni 601,84 ha włączono do Głogowa. Pół roku później, 1 lipca 1990, obszar ten zwiększono do 923,18 ha.

## Demografia
Według GUS w Żukowicach, mimo że są one siedzibą gminy mieszka tylko 96 osób. W roku 1998 wieś zamieszkiwało ponad 700 osób, a w latach 1998–2011 liczba mieszkańców zmalała o 86,8% co związane jest z wysiedleniem ludności miejscowości ze względu na zanieczyszczenia z pobliskiej Huty Miedzi Głogów. Żukowice mają jeden z najmniejszych współczynników feminizacji w Polsce. 22,9% populacji miejscowości stanowią kobiety, a 77,1% mężczyźni.

## Zabytki
Do wojewódzkiego rejestru zabytków wpisane są obiekty:
- kościół filialny pw. św. Jadwigi Śląskiej z XIV wieku
- cmentarz przykościelny
- cmentarz komunalny, z 1908 r.
- pałac z 1743 r.
- czworak dworski, z 1773 r.

inne zabytki:
- na terenie wsi archeolodzy odnaleźli dobrze zachowane stanowisko reprezentujące dawny krąg kultur związanych z Celtami, m.in. grobowce wyposażone w różnorakie narzędzia oraz drobną ceramikę figuralną[potrzebny przypis].

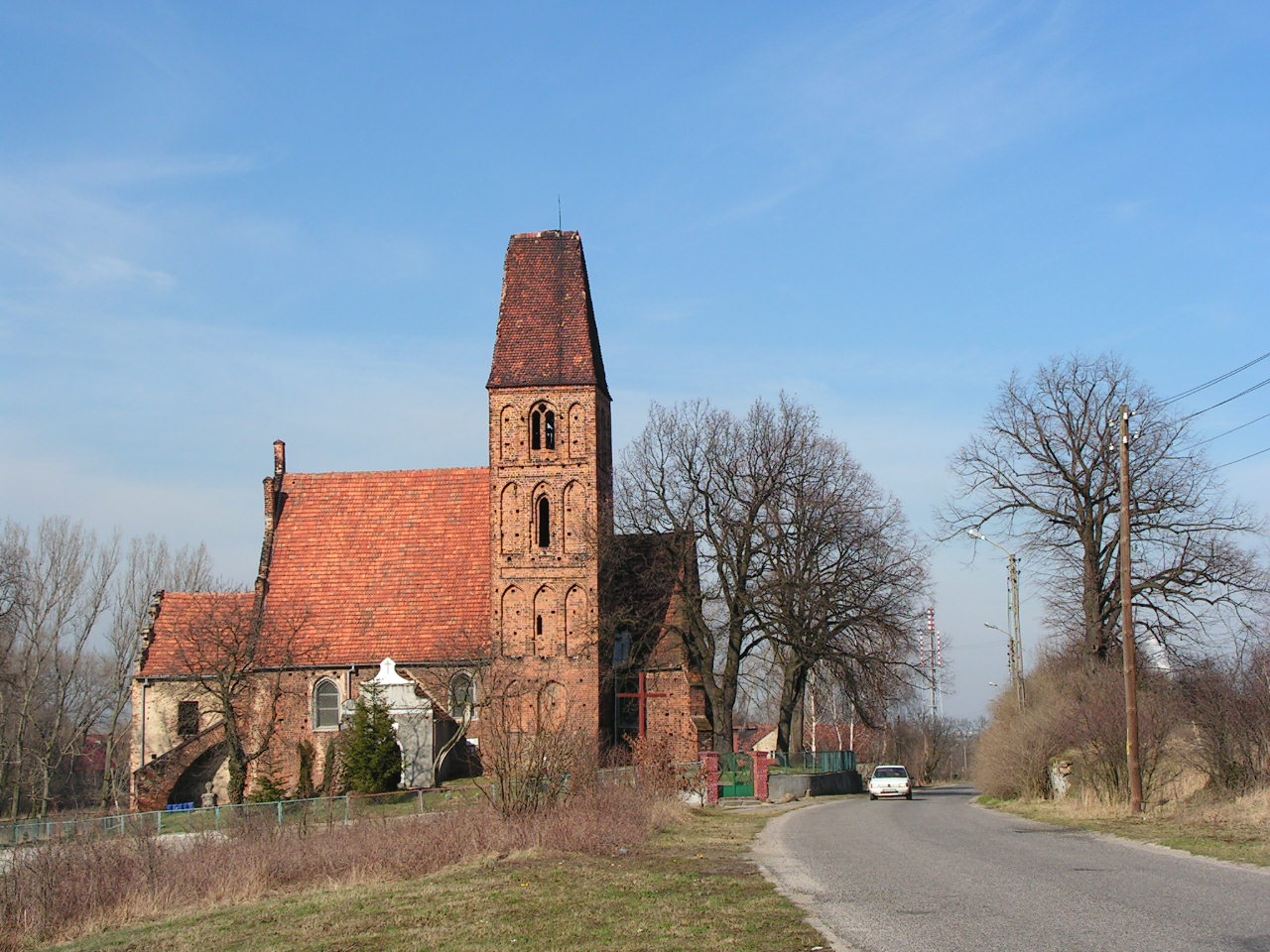
Kościół w Żukowicach (2007)
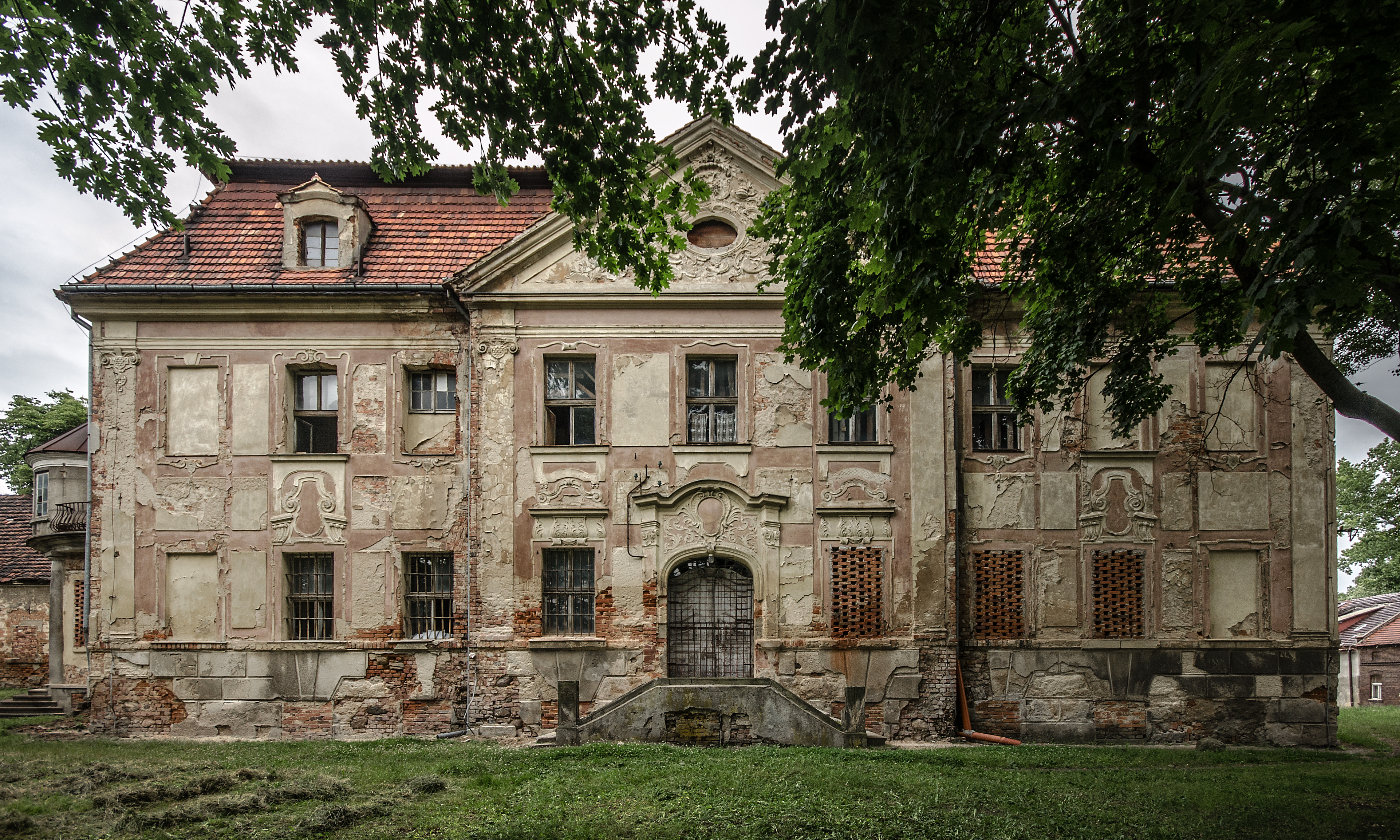
Pałac w Żukowicach
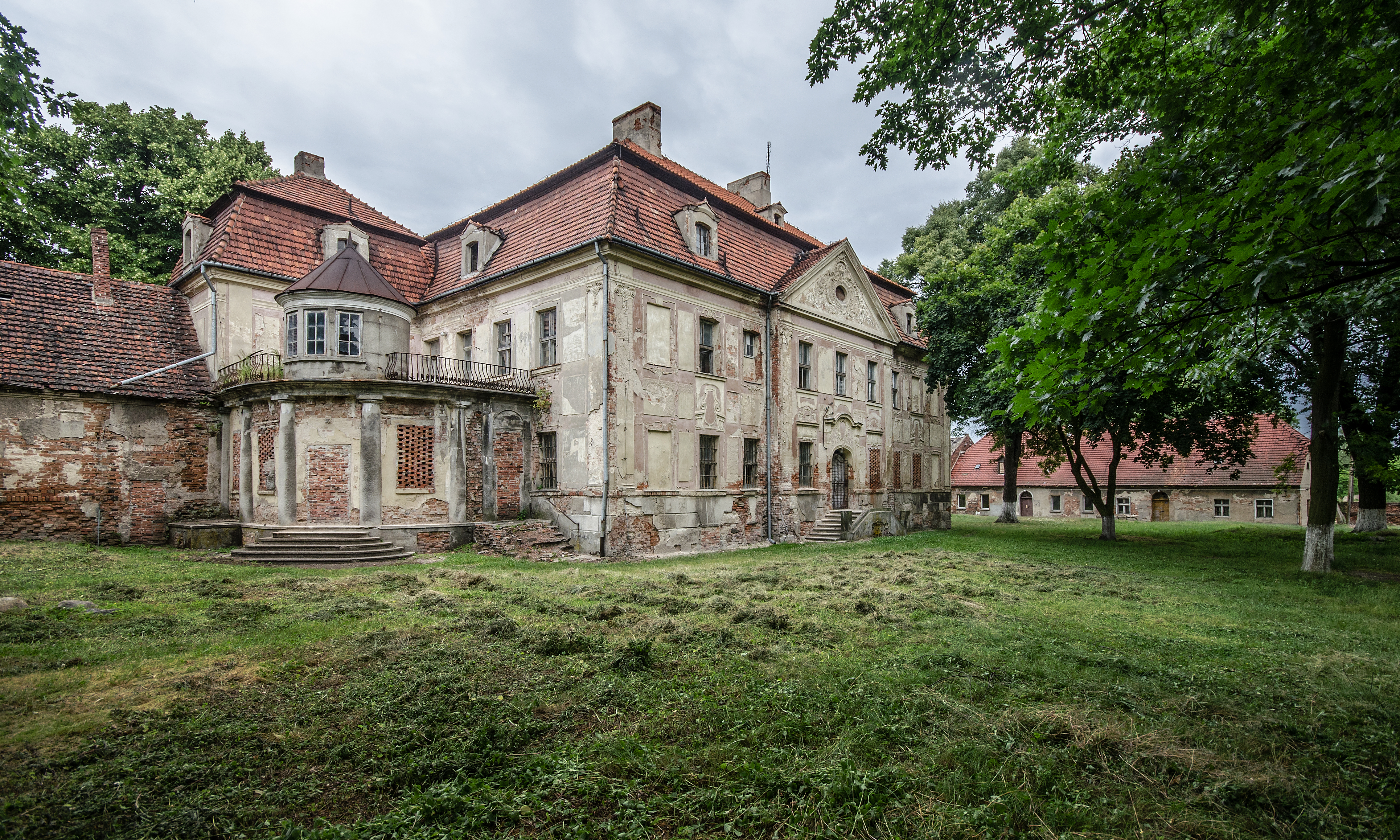
Pałac w Żukowicach